# Косельни, Лоран
Лора́н Косельни́ (фр. Laurent Koscielny; 10 сентября 1985, Тюль, Франция) — французский футболист, центральный защитник. Бывший игрок сборной Франции. Известен по выступлениям за лондонский «Арсенал».

## Биография
Первым клубом юного защитника стал французский «ЕСА Брив», к которому он присоединился в 12 лет. Спустя пять лет Лоран перешёл в «Лимож», за который он выступал один сезон.
В возрасте 18 лет интерес к Косельни проявил местный клуб «Генгам», в котором и началась его профессиональная карьера. В общей сложности за «Генгам» Лоран провёл 41 игру за три сезона и не забил ни одного мяча. Косельни играл на позиции крайнего защитника, однако сам он больше предпочитал играть в центре защиты и поэтому в 2007 году перешёл в «Тур».
В 2007 году Косельни присоединился к клубу «Тур». Лоран играл в полузащите и за сезон 2008/09 провёл 34 игры и забил 5 голов. В сезоне 2008/09 вошёл в символическую сборную второй лиги чемпионата Франции.
16 июня 2009 года Косельни перешёл в клуб Лиги 1 «Лорьян» за 1.7 млн евро, подписав четырёхлетний контракт. После прошедшего сезона на счету француза было 3 гола в 35 матчах. Один из голов он забил в ворота «Бордо» после 11 минут игры, однако ещё через 15 минут был удалён за фол последней надежды, сбив Маруана Шамаха. В той игре «Лорьян» потерпел поражение со счетом 1:4.
Во время летнего трансферного окна в июне 2010 года появилась информация, что в услугах Косельни заинтересован английский «Арсенал», который был готов заплатить «Лорьяну» за талантливого защитника 8.45 млн евро. 5 июля французская газета «Ouest-France» опубликовала сообщение о том, что Косельни тренируется с резервным и молодёжным составом «Арсенала», ожидая, пока клуб официально объявит о трансфере футболиста. Спустя два дня, 7 июля, «Арсенал» подтвердил переход Лорана в команду. В новом клубе француз получил шестой номер, который прежде носил другой центральный защитник Филипп Сендерос, перешедший в «Фулхэм» тем же летом. Главный тренер «Арсенала» Арсен Венгер сказал, что решил купить Косельни из-за его роста, так как другие центральные защитники уступали соперникам по этому параметру. Лоран дебютировал в новой команде в июле, в предсезонном товарищеском матче с «Барнетом». В официальной встрече Косельни дебютировал через месяц, в матче первого тура Английской премьер-лиги с «Ливерпулем». Во время матча Лоран получил две жёлтые карточки и был удалён на пятой компенсированной ко второму тайму минуте, причём обе он получил уже по истечении 90 минут. Однако на нём же грубо нарушал правила еще один дебютант (у «Ливерпуля»), полузащитник Джо Коул, получивший прямую красную в концовке первого тайма и впоследствии дисквалифицированный на три матча. Игра закончилась с ничейным счётом 1:1. Первый гол за «Арсенал» французский защитник забил 11 сентября 2010 года, в матче против «Болтона»
, закончившийся со счётом 4:1 в пользу «канониров». Лоран дебютировал в еврокубках в победном матче с португальской «Брагой», где португальцы потерпели сокрушительное поражение 6:0. В матче Кубка лиги с «Ньюкасл Юнайтед» 27 октября Косельни спас свою команду от верного гола после ошибки голкипера Войцеха Щесны, заблокировав удар нападающего «сорок» Найла Рейнджера, а также сделал голевую передачу на Тео Уолкотта.
В целом первый сезон у защитника вышел неоднозначным, Лорану потребовалось время для адаптации в новом чемпионате, порой он допускал ошибки. Однако всё изменилось в сезоне 2011/12. После приобретения «Арсеналом» Мертезакера, Лоран лишился места в основе и нередко использовался для ротации, а также в некоторых матчах на фланге защиты, когда возникала такая необходимость. Но из-за травм Вермалена и Мертезакера он получил достаточно игрового времени и на своей привычной позиции, где он показал игру высокого качества, и, как следствие, занял четвёртое место в опросе болельщиков «Арсенала» на лучшего игрока сезона, что стало наилучшим результатом среди всех защитников.
24 июля 2012 года Косельни, несмотря на интерес «Барселоны», подписал новый контракт с «Арсеналом».

## Сборная
Косельни не был заигран ни за одну национальную сборную до 26 лет. Он является гражданином Франции с польской фамилией (в оригинальной орфографии она пишется пол. Kościelny, в традиционной польско-русской передаче — «Косьцельный» или «Костельный»; фамилия переводится с польского как «костёльный», «церковный» от слова «костёл»), благодаря польским корням (его дед был поляком, который эмигрировал во Францию, но уже отец Косельни и сам Лоран не говорили по-польски) теоретически мог также выступать за сборную Польши, однако двойное французско-польское гражданство он не оформил. Впервые Косельни побывал в Польше лишь когда сыграл в матче «Легия» — «Арсенал» в августе 2010 года. В ряде интервью он, признавая польское происхождение своего деда, заявлял, что не ощущает связи с Польшей и чувствует себя только французом.
3 февраля 2011 года Косельни получил вызов в сборную Франции на товарищеский матч против сборной Бразилии, однако провёл этот матч на скамейке запасных. 11 ноября 2011 года он дебютировал в сборной, начав игру со сборной США в стартовом составе. Матч закончился со счётом 1:0 в пользу французов.
Косельни был включён в окончательную заявку сборной на Евро-2012. Во время матчей группового раунда он не попадал в основной состав, однако сыграл в четвертьфинале, где французы уступили сборной Испании со счётом 0:2. Однако, несмотря на итоговый счёт, Лоран продемонстрировал уверенную игру и был назван лучшим игроком матча французской прессой.
Из-за разрыва ахиллова сухожилия Косельни не смог принять участие в победном для Франции чемпионате мира 2018 года.
В октябре 2018 года завершил карьеру в сборной.

## Достижения
«Арсенал»
- Обладатель Кубка Англии (3): 2013/14, 2014/15, 2016/17
- Обладатель Суперкубка Англии (2): 2014, 2015

Сборная Франции
- Серебряный призёр чемпионата Европы: 2016